# Мис Ном (Аляска)
Гірничий округ місць знахідок мису Ном (англ. Cape Nome Mining District Discovery Sites) — Національний історичний пам'ятник що знаходиться в Номі, Аляска. Як Національний історичний пам'ятник функціонує з 1978 р. Має велике значення для висвітлення історії видобутку золота на Алясці.